# Mid Calder
Mid Calder es una localidad situada en West Lothian, Escocia (Reino Unido). Tiene una población estimada, a mediados de 2020, de 3300 habitantes.
Es parte del distrito electoral de Livingston (Parlamento del Reino Unido) desde 1983.
Está ubicada a poca distancia al sur del fiordo de Forth y al oeste de Edimburgo.